# BarockZentrum Heiliggeistkirche Bern

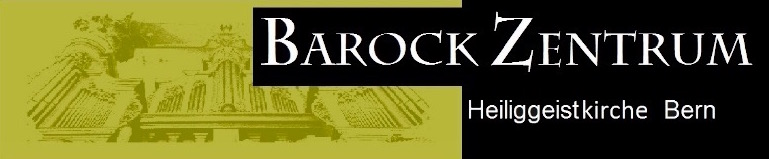

Das BarockZentrum Bern ist eine internationale Konzertreihe in der Heiliggeistkirche Bern. Die Konzertreihe ist auf Initiative des Berner Organisten Marc Fitze entstanden. In der der barocken Heiliggeistkirche im Zentrum von Bern treten lokale und internationale Ensembles der Alte-Musik-Szene auf.

## Ziel
Ziel der Konzertreihe ist die zeitgemässe Vermittlung alter Musik. Internationale Musiker wie Ton Koopman, Andreas Scholl, Guy Bovet, Arianna Savall, lokale Ensembles und Chöre gehören gleichermassen zum Programm.